# Вуд (округ, Техас)
О́круг Вуд (англ. Wood county) — округ штата Техас Соединённых Штатов Америки. На 2000 год в нём проживало 36 752 человека. По оценке бюро переписи населения США в 2008 году население округа составляло 42 641 человек. Окружным центром является город Куитмен. Округ Вуд является одним из 46 «сухих» округов Техаса, то есть округов, где действует «сухой закон».

## История
Округ Вуд был сформирован в 1850 году из части округа Ван-Зандт. Он был назван в честь Джорджа Тайлера Вуда, второго губернатора Техаса.